# Archidiecezja Foggii-Bovino
Archidiecezja Foggii-Bovino – diecezja rzymskokatolicka we Włoszech. Powstała w 1855 jako diecezja Foggii. W 1979 promowana do rangi archidiecezji metropolitalnej. W 1986, po połączeniu ze zlikwidowaną diecezją Bovino (z którą pozostawała od 1974 w unii aeque principaliter) przyjęła obecną nazwę.

## Lista ordynariuszy diecezjalnych

### Biskupi Foggia
- Bernardino Maria Frascolla, 1856–1869
- Geremia Cosenza OFM, 1872–1882
- Domenico Marinangeli, 1882–1893
- Carlo Mola, 1893–1909
- Salvatore Bella, 1909–1920
- Pietro Pomares y de Morant, 1921–1924
- Fortunato Maria Farina, 1924–1954
- Giuseppe Amici, 1954–1955
- Paolo Carta, 1955–1962
- Giuseppe Lenotti, 1962–1979

### Arcybiskupi Foggia
- Giuseppe Lenotti, 1979–1981
- Salvatore De Giorgi, 1981–1986

### Arcybiskupi Foggia-Bovino
- Salvatore De Giorgi, 1986–1987
- Giuseppe Casale, 1988–1999
- Domenico Umberto D’Ambrosio, 1999–2003
- Francesco Pio Tamburrino OSB, 2003–2014
- Vincenzo Pelvi, 2014 –2023
- Giorgio Ferretti (od 2024)